# Rigi
Rigi (ali gora Rigi; znana tudi kot Kraljica gora) je gorski masiv v Alpah v osrednji Švici. Masiv je skoraj v celoti obdan z vodo treh različnih vodnih teles: Vierwaldstadtsko jezero, jezero Zug in jezero Lauerz. Območje je v Schwyzerskih Alpah in je razdeljeno med kantona Schwyz in  Lucern; glavni vrh z imenom Rigi Kulm na 1798 metrih nadmorske višine leži znotraj kantona Schwyz.
Rigi Kulm in druga območja, kot je letovišče Rigi Kaltbad, imajo najstarejše evropske gorske železnice, železniške proge Rigi. Celotno območje ponuja številne dejavnosti, kot so smučanje ali sankanje pozimi in pohodništvo poleti.

## Etimologija
Ime Rigi izvira iz švicarskega staronemškega *rigî - vodoravna stratifikacija, trak, pas, iz OHG rîhan - pas; nabor, vrvica, iz OHG rîga - vrsta, črta, brazda, po vodoravnih skalnih policah in travnatih pasovih, ki obdajajo goro od zahoda proti vzhodu. Ime je prvič zapisano leta 1350 kot Riginun.
Ime je Albrecht von Bonstetten (1479) razlagal kot Regina montium - kraljica gora, ki daje Rigena kot alternativno obliko.
Bonstettenova interpretacija Regina je bila vplivna v 17. stoletju in se je ponavljala v potopisih iz 18. stoletja. Karl Zay (Goldau und seine Gegend, 1807) je to latinizacijo kritiziral in zagovarjal mons rigidus. Kasneje v 19. stoletju so mnogi avtorji kot domnevni izvor imena ponavljali bodisi rigidus bodisi regina. Obe možnosti sta bili podani tudi kot razlaga slovničnega spola imena, ki se izmenjuje med moškim in ženskim. Brandstetter (Die Rigi, 1914) je te interpretacije dokončno diskreditiral in ugotovil izvor v starovisokonemški rîgi (od koder sodobni nemški Reihe, Reigen).

## Promet
Za vzpon na goro Rigi je na voljo več možnosti javnega prevoza:
- Z vlakom od Arth-Goldau in Vitznau, ki jo upravlja Rigi Bahnen. Vitznau-Rigi-Bahn je začela obratovati 21. maja 1871 in je bil prva gorska železnica v Evropi. 4. junija 1875 je bila železniška proga Arth-Rigi-Bahn končana, kar je omogočilo dostop z druge strani gore. Elektrificirana je bila leta 1937 oziroma 1907, pri čemer je Arth-Rigi-Bahn postala prva elektrificirana železniška proga s standardno tirno širino na svetu. Obe liniji gresta vse do vrha, Rigi Kulm.
- Z gondolo od Weggisa do Rigi-Kaltbada.
- Z vzpenjačo od postaje Kräbel na progi Arth-Rigi-Bahn do Rigi-Scheidegga.

## Rekreacija
Rigi ponuja območje za rekreacijo in šport v velikosti približno 90 kvadratnih kilometrov, ki ponuja različne urejene sprehajalne poti ali gorske pohode, kjer lahko obiskovalci s številnih označenih točk dobijo panoramski pogled na 150 km. V bližini pohodniških poti so tudi številne javna piknik mesta.
Rigi je tudi destinacija za ljudi, ki se ukvarjajo z zimskimi športi in drugimi zimskimi rekreacijskimi dejavnostmi.

## Rigi v kulturi
Rigi je bila predstavljena v številnih umetniških delih, vključno s slikami in literarnimi publikacijami. Morda najbolj znane slike Rigi so bile serija J. M. W.  Turnerja, med njimi The Blue Rigi, Sunrise, od katerih jih je nekaj v zbirki umetniške galerije Tate Britain v Londonu.
Mark Twain je Rigi obiskal med njegovo turnejo po srednji Evropi konec 1870-ih in o svojih potovanjih pisal v 28. poglavju Potepuh v tujini.
Obstaja letovišče Catskills, imenovano Rigi Kulm v romanu (1917) Abrahama Cahana Vzpon Davida Levinskega.
Rigi, cesta za spust v Wellingtonu na Novi Zelandiji, je poimenovana po gori in je bila dolga leta uporabljena kot glavna pot za kolesarje.
9. julija 1868 se je Gerard Manley Hopkins med tritedensko turnejo po Švici povzpel na Rigi-Kulm, najvišji vrh masiva Rigi: »Od Luzerna s parnikom do Küssnachta, od tam naprej do Immenseeja, od tam s parnikom čez jezero Zug do Artha, od koder se vzpne na Rigi«.

## Geologija
Tehnično Rigi ni del Alp in namesto tega pripada Švicarski planoti. Sestavljena je večinoma iz molase in drugih konglomeratov, v nasprotju z Bündnerjevim skrilavcem in flišem v Alpah.

## Galerija
- Parni vlak
- Postaja blizu vrha
- Pogled z vrha
- Rigi Kulm 1920
- Vierwaldstadtsko jezero iz Rigija
- Pogled na Alpe osrednje Švice z Rigi Kulma.